# Maravillas Abadía Jover
Maravillas Abadía Jover (Murcia, 8 dicembre 1981) è una politica spagnola del Partito Popolare. È europarlamentare dal 2024.

## Biografia
Dopo aver studiato giurisprudenza, ha lavorato nella politica locale nella città di Alcantarilla.
Dopo la sua elezione al Parlamento europeo alle elezioni europee del 2024 e l'adesione al gruppo PPE, è diventata membro della commissione per l'occupazione e gli affari sociali e della commissione giuridica e membro sostituto della commissione per lo sviluppo regionale nella X legislatura (2024-2029). È inoltre membro della Delegazione per le relazioni con la Palestina e della Delegazione presso l'Assemblea parlamentare dell'Unione per il Mediterraneo.